# Selezione maschile di rugby a 15 della Riunione
La selezione di rugby a 15 della Riunione rappresenta l'isola della Riunione nel rugby a 15 in ambito internazionale, dove è inclusa fra le formazioni di terzo livello.
Essa non è direttamente affiliata all'International Rugby Board in quanto, essendo un dipartimento d'Oltremare della Francia, vi è associata tramite la Fédération Française de Rugby; la selezione è gestita dal Comitato Territoriale per la Riunione della FFR.